# 西部菱背響尾蛇
西部菱背響尾蛇（英語：或 ），是世界第二大的響尾蛇，也是北美洲第二大的毒蛇，亦稱為西部菱斑響尾蛇，是出現於美國和墨西哥的一種響尾蛇。
美國職棒大聯盟亞利桑那響尾蛇隊的隊名命名自這種蛇。

## 形态
成体通常可长到120公分（3.9英尺）长，超过150公分（4.9英尺）的少见，超过180公分（5.9英尺）的非常罕见。有报道的可靠的最大长度为213公分（6.99英尺）（Klauber，1972）。雄性比雌性大得多，不过这种差异直到性成熟之后才开始表现出来。
一条中等大小的这种响尾蛇的重量约为1.8至2.7公斤（4.0至6.0磅），有报道的特别大的可重达6.7公斤（15磅）。
体色一般为灰棕色的底色，但也可能是粉红棕色，砖红色，黄色，粉红色或浅白色。背部的底色之上覆盖着一串24-25个暗灰棕色或棕色的背斑。最前面的一块可能是一对向后延伸并渐渐融合的短条纹。前几块可能有些接近长方形，但之后就更接近六边形，并最终变成独特的菱形。尾部有2-8（通常为4-6）个灰白色或淡灰色的空隙分隔的黑色条带，因此绰号“浣熊尾巴”，不过某些其它物种（例如，莫哈维响尾蛇）也有类似的带状尾巴。眼后有一条烟灰色或灰棕色的条纹从眼睛下方斜向后延伸，它的上方通常是一条从眼睛后方上侧向下延伸的白色条纹。腹部是类似骨头和奶油的白色(off-white)，肛鳞是整片的。

## 圖片

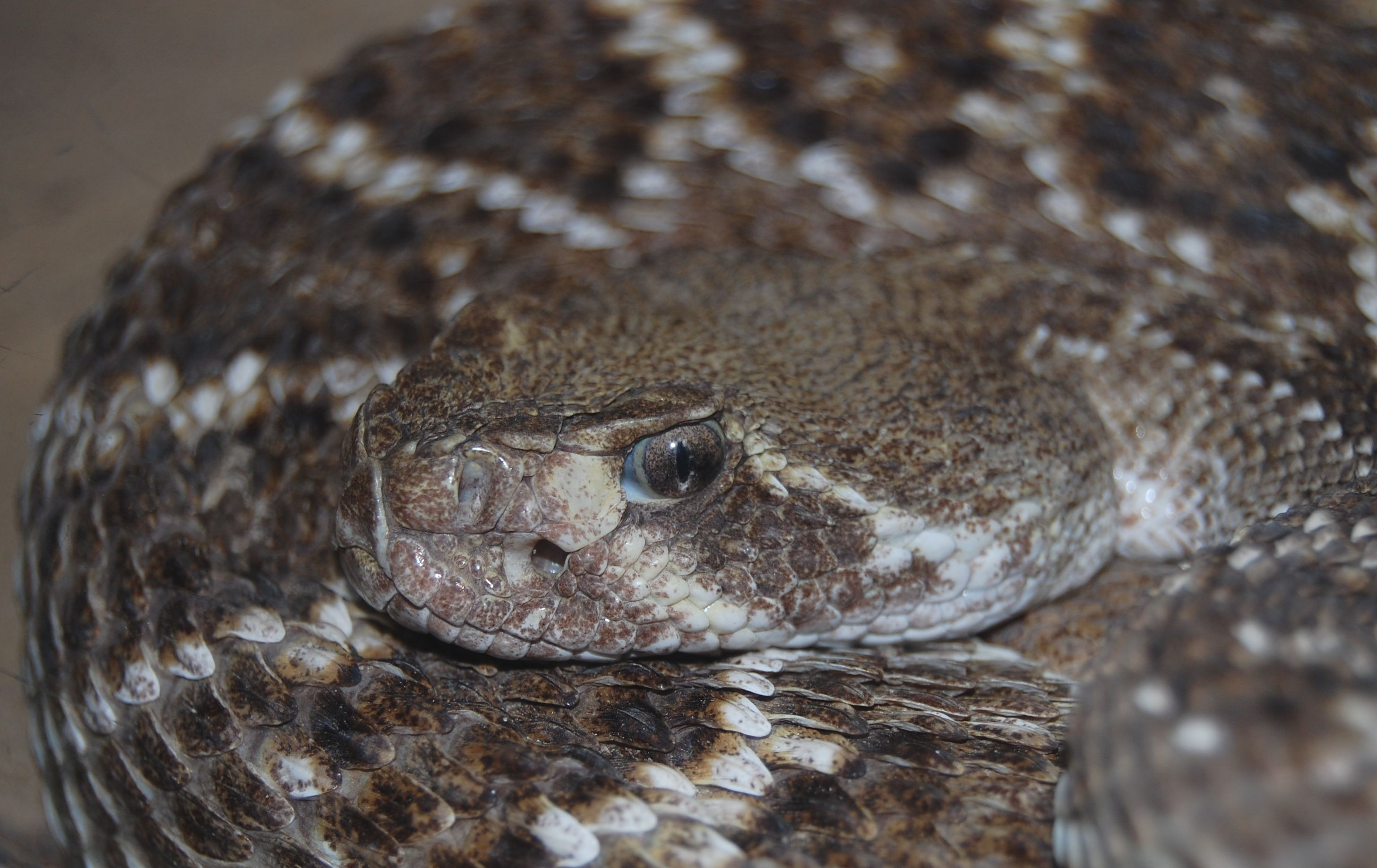
C. atrox.
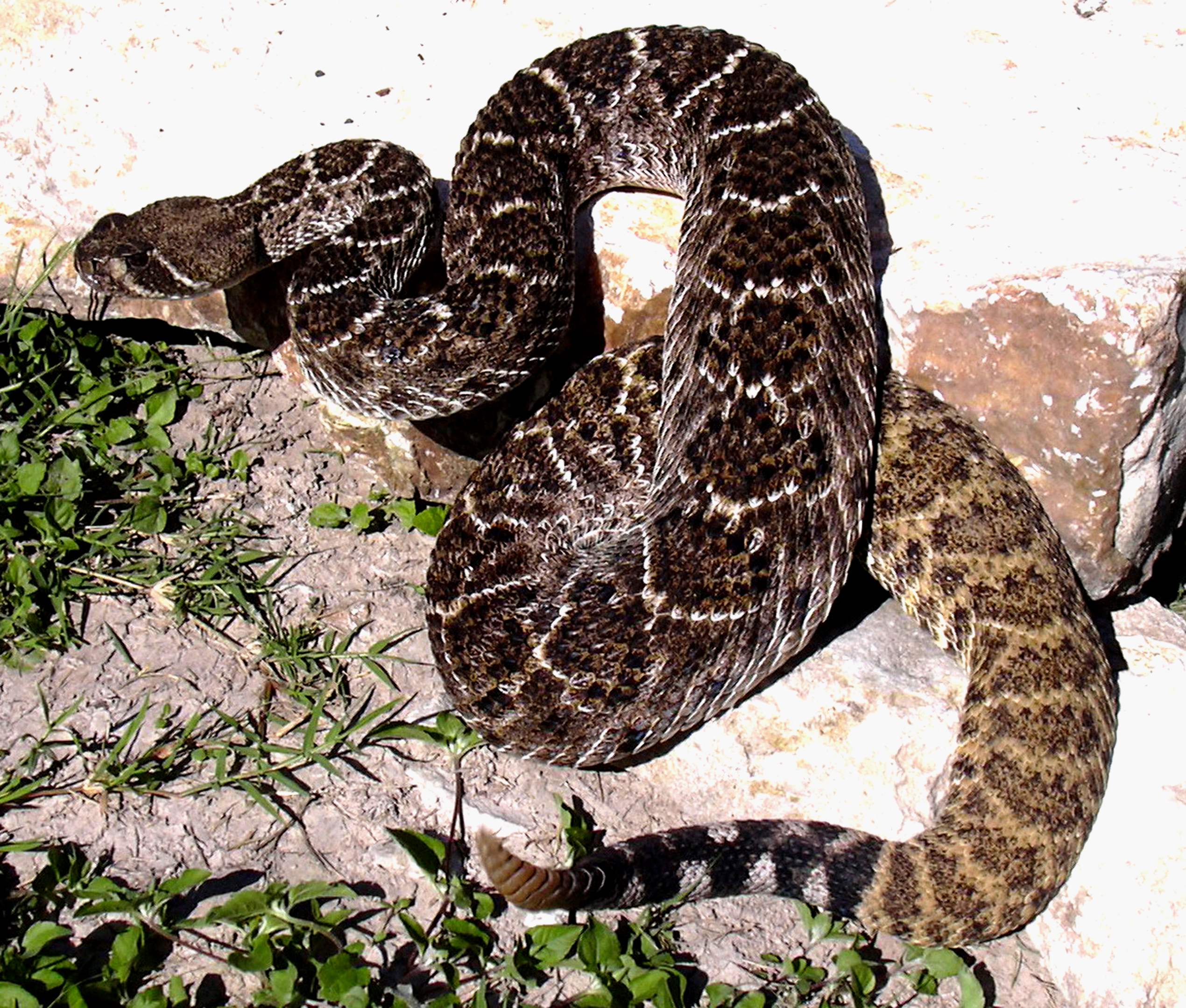
C. atrox.

## 延伸閱讀
- Baird, S.F. & C. Girard. 1853. Catalogue of North American Reptiles in the Museum of the Smithsonian Institution. Part I. – Serpents. Smithsonian Institution. Washington, District of Columbia. xvi + 172 pp. (Crotalus atrox, pp. 5–6.)
- Yancey FD II, Meinzer W, Jones C. 1997. Aberrant morphology in western diamondback rattlesnakes (Crotalus atrox). Occasional Papers of the Museum of Texas Tech University, 167: 1–4. PDF （页面存档备份，存于） at Natural Science Research Laboratory （页面存档备份，存于）. Accessed 26 August 2007.

## 外部連接
- TIGR Reptile Database上的Crotalus atrox. 於2007年月26 August日查閱.
- Western Diamondback Rattlesnake Facts & Photosat the University of Washington（页面存档备份，存于）. Accessed 1 September 2008.
- Crotalus atrox care sheet （页面存档备份，存于） at VenomCenter.com （页面存档备份，存于）